# 周岌
周岌（？—884年），唐代忠武軍節度使。

## 生平
周岌最早在許州駐守，黄巢农民军起事，周岌逐忠武军节度使薛能，并追杀薛能一家，自称留后。黄巢攻占长安，周岌投降黃巢，聽到唐軍光復長安，又投降唐軍，並與楊復光商議，力抗鄧州朱溫。中和二年（882年）楊復光卒於河中。中和四年（884年）十一月，其部下忠武將鹿晏弘陷許州（河南許昌），殺周岌，自稱留後，不久又為秦宗權所攻破。